# Neptune's Daughter
 Neptune's Daughter és una pel·lícula musical estatunidenca d'Edward Buzzell estrenada el 1949.

## Argument
Eve envia la seva germana Betty a trobar el capità d'un equip de polo per negocis. Però Betty s'equivoca i s'entreté amb el massatgista de l'equip que es guarda prou de dir-li la veritat. L'afalaga. Intrigada, Eve convoca el capità...

## Repartiment
- Esther Williams: Eve Barrett
- Red Skelton: Jack Spratt
- Ricardo Montalban: José O'Rourke
- Betty Garrett: 	Betty Barret
- Keenan Wynn: Joe Backett
- Xavier Cugat i la seva orquestra
- Ted de Corsia: Lukie Luzette
- Mike Mazurki: Mac Mozolla
- Mel Blanc: Pancho
- George Mann: Petit wrangler
- Frank Mitchell: Gran wrangler

## Premis
- 1950 − Oscar a la millor cançó original per Frank Loesser per la cançó "Baby, It's Cold Outside"

## crítica
Gran musical, ple d'habilitat i amb Technicolor, models i ritme de Xavier Cugat i Esther Williams en un ballet d'aigua. Música popular, Ricardo Montalban i, sobretot, Red Skelton i Betty Garrett fent de bufons.
Skelton és monstruosament generós amb acudits ràpids i actituds burlesques com un massatgista d'un club de polo que confon Miss Garrett amb una estrella de polo sud-americana. Des d'intentar fer-se passar per un gautxo fins a muntar un cavall i jugar en un partit de polo, Mr. Skelton no té cap inhibició a fer el pallasso.